# 201省道 (安徽省)
新杭-东亭公路，简称新东路，编为安徽201省道，曾为 宜徽路的一段，是安徽省的一条纵向干线公路。 201省道起于宣城市广德县新杭镇皖苏省界，与江苏 342省道相接；终于宣城市广德县东亭乡。途经新杭镇、流洞、祠山岗茶场、东亭乡。